# سانتور (ریزسیاره)

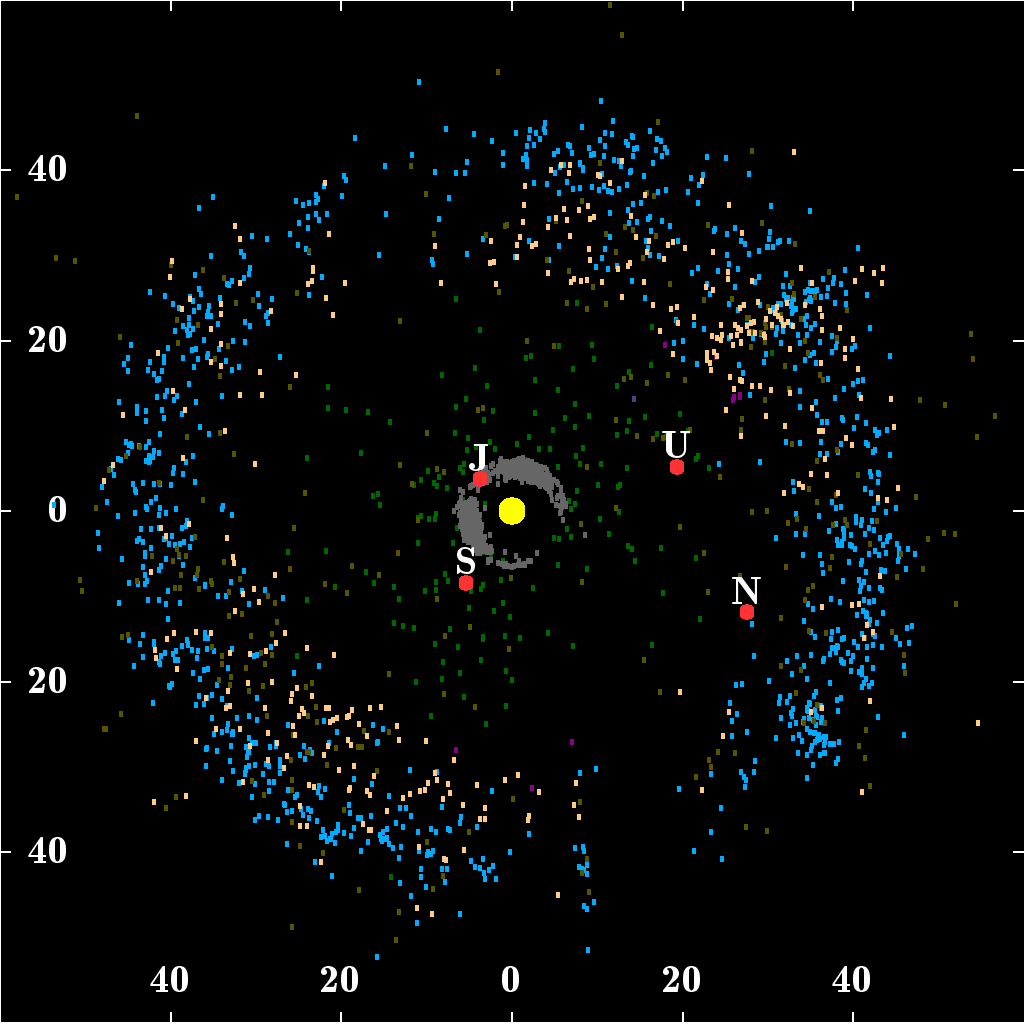
موقعیت اجرام شناخته‌شده بیرونی منظومهٔ خورشیدی. سانتورها بیشتر در داخل کمربند کویپر و خارج از تروجان‌های مشتری می‌چرخند.

سانتورها (به فرانسوی: Centaur) اجرام آسمانی هستند که بین مشتری و نپتون گردِ خورشید می‌گردند. مدارشان ناپایدار است و ممکن است مدار سیارات بیرونی را قطع کند یا نکند.
ستاره‌شناسان تا به امروز مطمئن نبودند که آیا سانتورها سیارک‌هایی هستند که از بخش‌های درونی منظومهٔ شمسی به این سو پرتاب شده‌اند یا دنباله‌دارهایی هستند که از نقاط دوردست به سوی خورشید در حرکتند. این اجرام به خاطر ماهیت دوگانه‌ای که دارند سانتور یا قنطورس (نیم‌اسب) نام گرفته‌اند که نام جانوری در افسانه‌های یونان است که بالاتنه‌شان مانند انسان و چهار پایشان مانند اسب است.
نتایج بررسی‌های ناسا نشان می‌دهد که در حدود دوسوم سانتورها از منشأ دنباله‌دار هستند و از نقاط دوردست بیرونی و منجمد منظومهٔ شمسی آمده‌اند. هنوز مشخص نیست که آیا یک‌سوم باقی‌ماندهٔ آنها از سیارک تشکیل شده‌است یا خیر.